# 에스페란토 음악
에스페란토 음악(Esperanto音樂)은 에스페란토로 된 음악을 일컫는다.

## 음악가 및 음악 그룹

### 팝 및 락 음악
- 아크보

### 전자 음악
- 루나티코

## 노래
- 라 에스페로